# Frontière entre l'Afrique du Sud et le Botswana

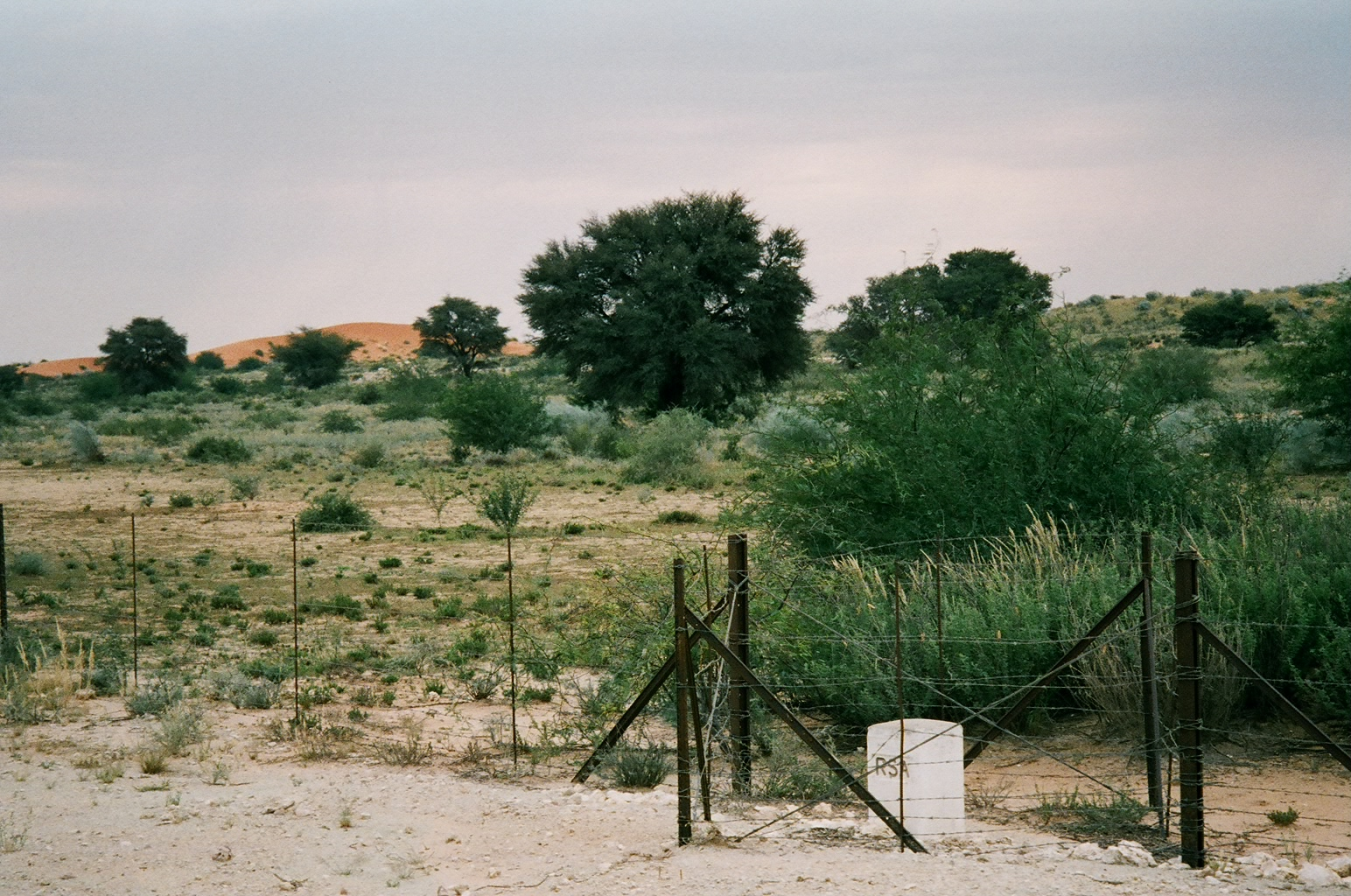
Frontière matérialisée par une clôture dans le lit asséché de la rivière Nossob.

La frontière entre l'Afrique du Sud et le Botswana est la frontière internationale terrestre séparant les deux pays, du parc transfrontalier de Kgalagadi à la confluence du fleuve Limpopo et de la rivière Shashe. Courant sur 1 969 kilomètres le long de différents cours d'eau (Nossob (en), Molopo, Ramatlabama, Ngotwane (en), Marico et Limpopo), c'est la plus longue frontière terrestre de l'Afrique du Sud.
Elle n'acquiert son acceptation de limite entre États qu'au XIXe siècle, à compter de la création de différentes colonies européennes anglaises et néerlandaises. Avant cette période, il n'y a pas de frontière entre États et ce sont plusieurs tribus comme les Ndébélés et les Tswana qui occupent le territoire situé entre les deux pays.
La première forme de frontière apparait en janvier 1837 quand les Boers, des colons européens, chassent les Ndébélés de l'autre côté du Limpopo pour établir la future république sud-africaine du Transvaal. Il faut cependant attendre 1852 pour que cette République se stabilise dans la région et qu'un traité soit signé entre les colons et le chef des Ndébélés. Le 31 mars 1885, un protectorat anglais, le Bechuanaland, voit le jour de l'autre côté du cours d'eau pour contrer l'expansion du Sud-Ouest africain allemand. Protectorat anglais d'un côté, deux républiques coloniales de l'autre, un accord a besoin d'être trouvé rapidement. C'est quand une frontière avec la colonie allemande est mise en place que la frontière entre le Bechuanaland et la colonie du Cap, l'État libre d'Orange et la République sud-africaine du Transvaal est trouvée, en 1891. Depuis cette date, la frontière entre le Botswana et l'Afrique du Sud n'a pas changée.
La frontière est traversée par des voies internationales, principalement au niveau de Gaborone, qu'elles soient routières ou ferroviaires.

## Caractéristiques
La frontière débute au niveau du tripoint Afrique du Sud-Botswana-Namibie (24° 45′ 10″ S, 20° 00′ 00″ E). Celui-ci est situé à l'endroit où le 20e méridien est coupe la rive gauche de la rivière Nossob (en), généralement asséchée, dans le parc transfrontalier de Kgalagadi près du lieu-dit Union's End. La frontière suit ensuite le lit de la rivière Nossob, et jusqu'à Twee Riviere elle coupe le parc national en deux. Suivant un cours globalement Sud-Sud-Est, puis Sud, la rivière Nossob rejoint la rivière Molopo, que la frontière suit ensuite vers l'Est-Nord-Est, celle-ci constituant la frontière pratiquement jusqu'à sa source, à l'extrémité orientale du bassin du Kalahari. La frontière passe ensuite à 15 km au sud-est de la capitale botswanaise Gaborone, avant de suivre le cours d'un affluent du Limpopo (la rivière Marico), puis du Limpopo jusqu'à son confluent avec la rivière Shashe (souvent à sec), qui constitue le tripoint entre les deux pays et le Zimbabwe (approximativement 22° 11′ 50″ S, 29° 21′ 40″ E, non exactement marqué).

## Postes frontières
16 postes frontières sont ouverts entre les deux pays, dont 4 ouverts au trafic commercial. Parmi ces 4 postes frontières principaux, 3 marquent l'extrémité de routes nationales sud-africaines (la N18 à Ramatlabama, la N4 à Skilpadshek et la N11 à Grobler's Bridge). Entre Twee Riviere et le tripoint avec la Namibie, la frontière est au milieu du parc transfrontalier Kgalagadi. Les formalités douanières s'effectuent donc aux entrées et sorties du parc et non à la frontière proprement dite, un voyageur pouvant passer librement et sans passeport la frontière tant qu'il ne sort pas du parc.

## Histoire

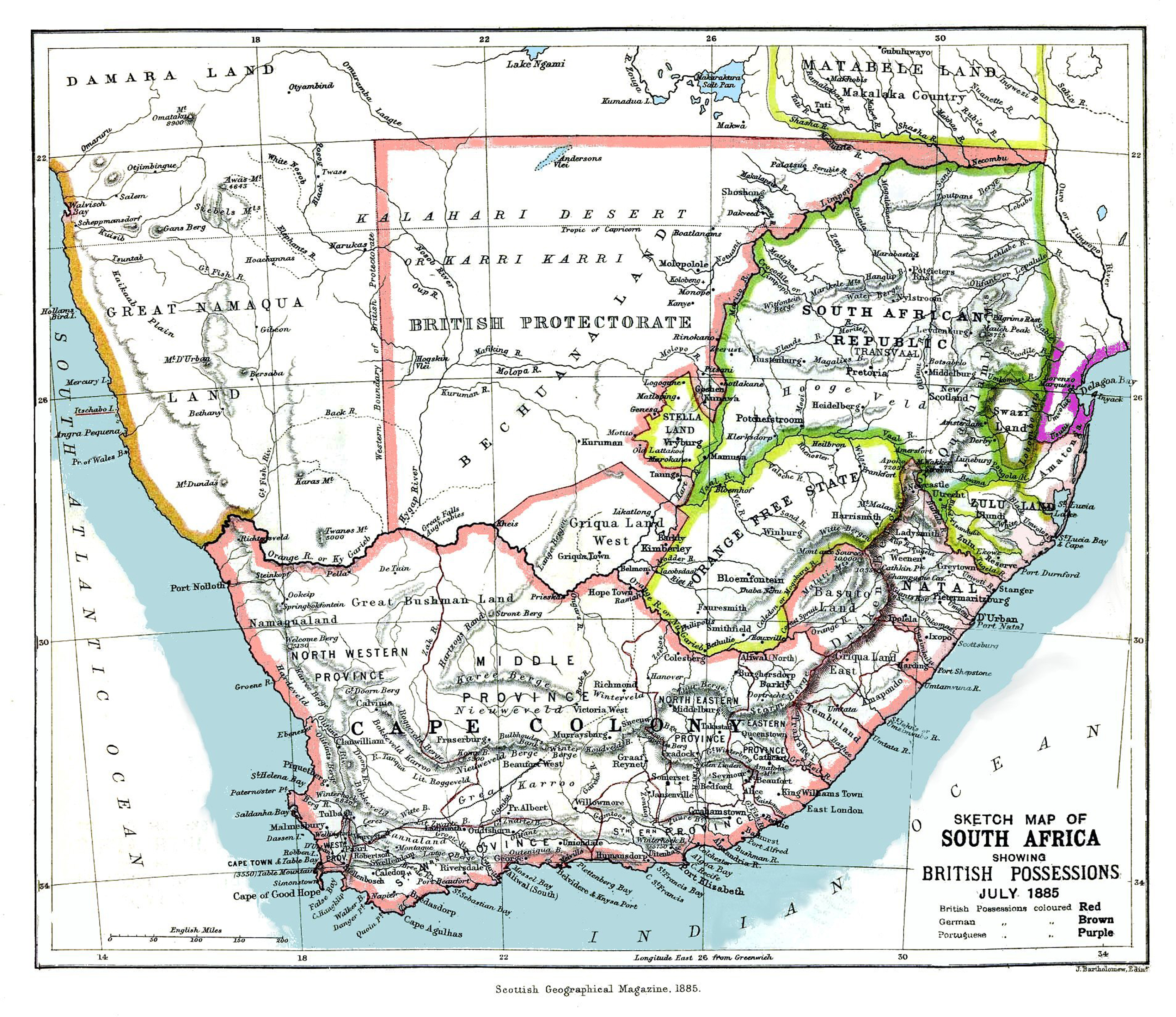
Le Sud de l'Afrique en 1885

L'espace situé entre la rivière Vaal et le Limpopo est la destination principale du Grand Trek des Boers quittant la colonie du Cap au cours des années 1830. En janvier 1837, une armée de Boers et de Griquas chasse les Ndébélés du chef Mzilikazi au Nord du Limpopo. Malgré quelques incursions des Boers au cours des années à venir, le Transvaal en cours de formation ne pousse pas plus loin vers le Nord ses conquêtes et la frontière Nord de ce qui deviendra bientôt la république sud-africaine du Transvaal se stabilise en 1852, un traité étant signé entre les Boers et Mzilikazi.
Plus à l'ouest, la découverte de diamants à Kimberley à la fin des années 1860 accélère l'expansion des Anglais vers le Nord. Le Griqualand occidental, que convoitaient les républiques Boers du Transvaal et de l'État libre d'Orange, passe sous protectorat britannique en 1871, devient une colonie en 1873 et est annexé à la Colonie du Cap en 1880. Immédiatement au nord, des tribus Tswana peu unifiées peuplant les franges méridionales du Kalahari tombent progressivement sous l'influence de la colonie du Cap. Dans le cadre de l'affaiblissement relatif des Anglais suivant la première guerre des Boers, les Boers fondent la république du Stellaland en 1882 en plein territoire tswana. À la suite de l'installation des Allemands dans le Sud-Ouest africain en 1884 et à l'appel du roi Tswana Khama III, les Anglais proclament le protectorat du Bechuanaland le 31 mars 1885 et conquièrent le Stellaland qu'ils annexent au Bechuanaland en août de la même année.
Le protectorat est rapidement divisé en deux parties par la rivière Molopo : la partie sud devient la colonie royale du Bechuanaland et le nord reste un protectorat. En 1891, la frontière avec le Sud-Ouest africain est fixée le long du 20e méridien Est, la bande de terre située à l'ouest des rivières Nossob et Molopo étant transférée à la colonie du Bechuanaland. La frontière atteint alors son tracé actuel mais les deux côtés connaîtront des changements majeurs de régime politique. Au Sud, la colonie du Bechuanaland est intégrée en 1895 à la Colonie du Cap. La seconde guerre des Boers met fin aux républiques boers indépendantes et conduit à terme (1910) à la naissance de l'union d'Afrique du Sud, depuis 1961 république d'Afrique du Sud. Au nord, le Bechuanaland reste un protectorat jusqu'en 1966, et ce tout en restant administré depuis Mafikeng, capitale située de l'autre côté de la frontière. Le Botswana devient indépendant le 30 septembre 1966 avec pour nouvelle capitale Gaborone, ville cette fois située à l'intérieur de son territoire.
L'existence du bantoustan « indépendant » du Bophuthatswana entre 1977 et 1994, créé par le régime Sud-africain, n'aura pas d'incidence sur les quelque 250 kilomètres du tracé de la frontière séparant le Botswana de cette entité, d'ailleurs non reconnue par l'ONU.

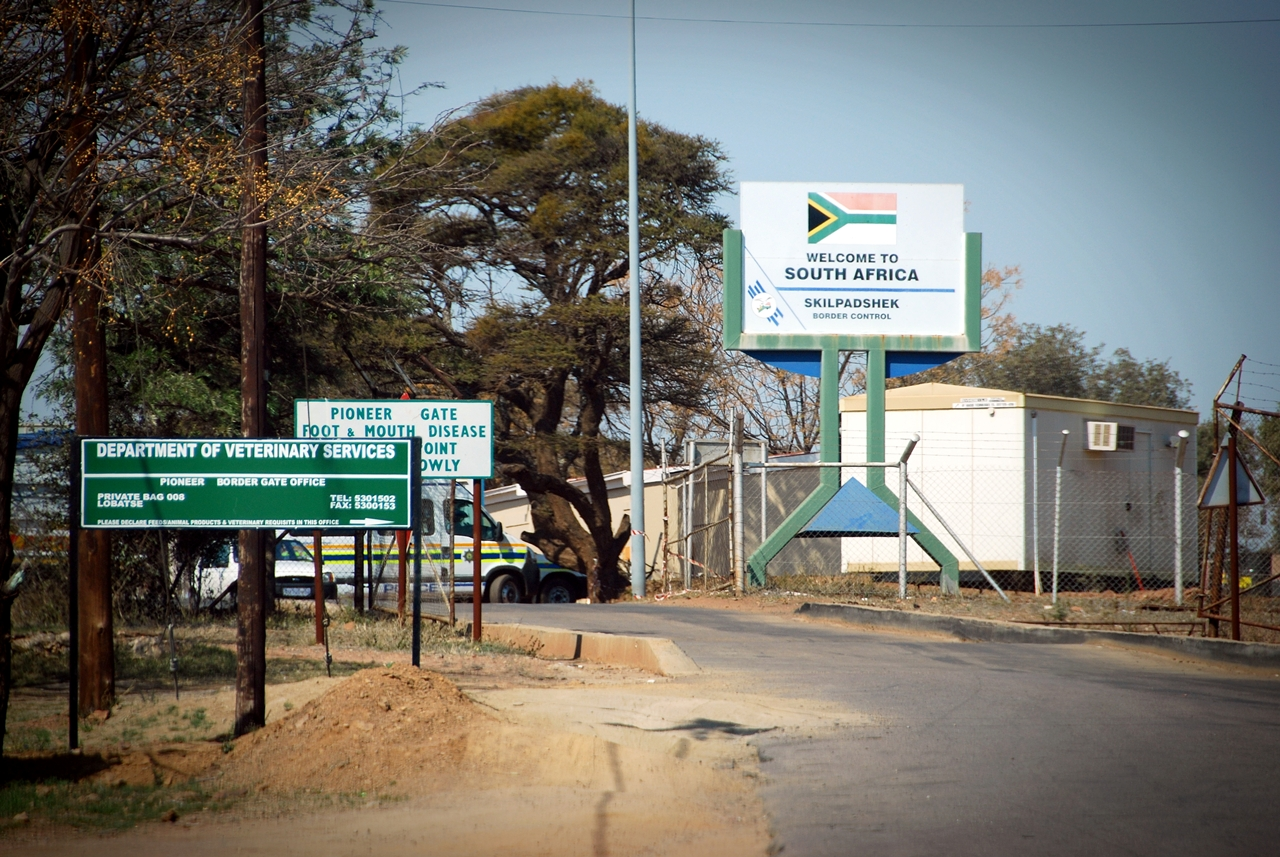
Skilpadshek/Pioneer porte frontière

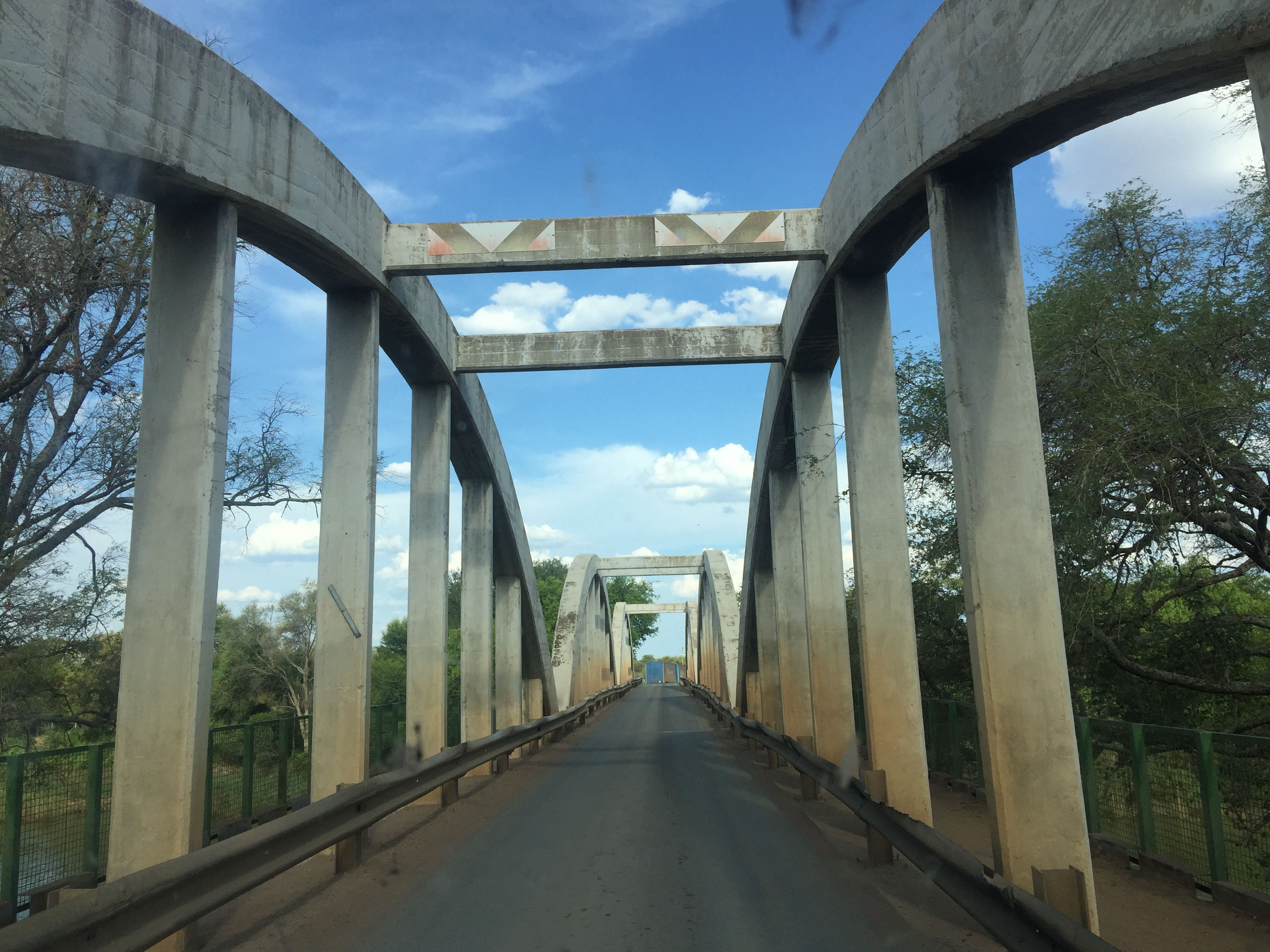
traverser Martin's Drift

## Références

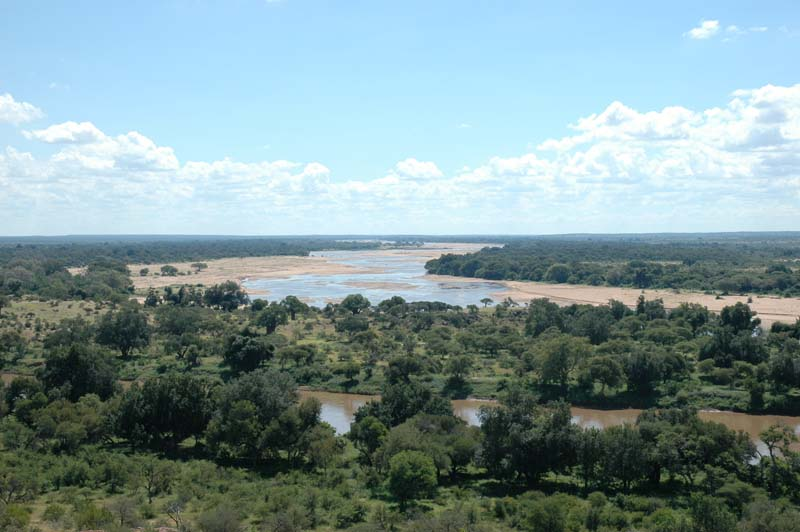
Confluent Limpopo-Shashe, extrémité orientale de la frontière entre l'Afrique du Sud et le Botswana